# The Exorcism
The Exorcism är en amerikansk skräckfilm från 2024. Den hade premiär i USA den 21 juni 2024.
Den var tidigare känd under arbetsnamnet The Georgetown Project.

## Rollista (i urval)
- Russell Crowe – Anthony Miller
- Sam Worthington – Joe
- Ryan Simpkins – Lee Miller
- Chloe Bailey – Blake Holloway
- David Hyde Pierce – Father Conor
- Samantha Mathis – Jennifer Simon
- Adrian Pasdar – Tom
- Adam Goldberg – Peter